# 화봉고등학교
화봉고등학교(華峰高等學校)는 대한민국 울산광역시 북구 화봉동에 있는 공립 고등학교이다.

## 학교 연혁
- 2010년 12월 31일 : 울산광역시 학교 설치 조례 공포
- 2011년 3월 1일 : 초대 김영권 교장 부임
- 2011년 3월 3일 : 제1회 입학식 (8학급 입학생 281명)
- 2014년 2월 13일 : 제1회 졸업식(졸업생 269명)
- 2024년 9월 1일 : 제6대 윤한증 교장 부임
- 2025년 2월 6일 : 제12회 졸업식(202명, 졸업생 총 2,584명)
- 2025년 3월 4일 : 제15회 입학식(8학급 209명)

## 참고 자료
- 화봉고등학교 - 한국교육학술정보원 학교알리미